# Дено (язык)
Дено (также бе, денава, денва; англ. be, denawa, denwa) — один из языков западночадской ветви чадской семьи.
Распространён в северо-восточных районах Нигерии. Численность говорящих — около 6 000 человек (1995). Язык бесписьменный.

## Классификация
В соответствии с классификацией чадских языков, предложенной американским лингвистом Полом Ньюманом, язык дено вместе с языками беле, боле, галамбу, гера, герума, канакуру (дера), карекаре, кирфи, купто, квами, маха, нгамо, перо, пийя (вуркум) и тангале входит в группу боле западночадской языковой ветви (в статье В. Я. Порхомовского «Чадские языки», опубликованной в лингвистическом энциклопедическом словаре, данная группа упоминается под названием боле-тангле, или боле-тангале). Язык куби в этом перечне языков рассматривается как вариант языка дено. Согласно исследованиям Пола Ньюмана, язык дено относится к кластеру языков собственно боле подгруппы боле группы западночадских языков A.2 подветви западночадских языков A. Эта классификация приведена, в частности, в справочнике языков мира Ethnologue.
В базе данных по языкам мира Glottolog даётся более подробная классификация языков подгруппы боле, составленная Расселом Шухом. В ней язык дено вместе с языком куби отнесён к кластеру куби-дено, который в свою очередь последовательно включается в следующие языковые объединения: языки гера-герума-куби-дено, языки ядерные боле и языки боле. Последние вместе с языками тангале составляют группу западночадских языков A A.2.
Согласно классификации африканских языков чешского лингвиста Вацлава Блажека, язык дено отнесён к подгруппе языков боле-тангале, в которой представлены два языковых объединения: в первое вместе с дено входят языки боле, нгамо, маха, гера, кирфи, галамбу, карекаре, герума, куби, беле, во второе — языки тангале, перо, дера. Подгруппа боле-тангале вместе с ангасской подгруппой в данной классификации являются частью боле-ангасской группы, входящей в свою очередь в одну из двух подветвей западночадской языковой ветви.
В классификации афразийских языков британского лингвиста Роджера Бленча дено вместе с языками гера, герума, буре, куби, гииво (кирфи), галамбу и даза образует языковое единство, входящее в объединение «a» подгруппы боле (или северной подгруппы) группы боле-нгас подветви западночадских языков A.
В классификации чадских языков, опубликованной в работе С. А. Бурлак и С. А. Старостина «Сравнительно-историческое языкознание», язык дено входит в группу боле-тангале подветви собственно западночадских языков.

## Лингвогеография

### Ареал и численность
Область распространения языка дено размещена в северо-восточной Нигерии на территории двух штатов: Баучи (в районе Даразо) и Гомбе (в районе Дукку), в 45 километрах к северо-востоку от города Баучи.
Ареал языка дено находится в окружении ареалов близкородственных западночадских языков. С северо-запада, севера и востока к ареалу дено примыкает ареал языка хауса, с юго-запада и юга — ареал языка гера.
Численность носителей языка дено по данным 1971 года составляла 9 900 человек. Согласно данным справочника Ethnologue, в 1995 году численность говорящих на дено оценивалась в 6 000 человек. По современным оценкам сайта Joshua Project численность носителей этого языка составляет 11 000 человек (2016).

### Социолингвистические сведения
Согласно данным сайта Ethnologue, степень сохранности языка дено является стабильной. Язык используется в бытовом общении всеми поколениями представителей этнической общности дено, включая младшее поколение. При этом отмечаются случаи вытеснения дено из сферы повседневного общения языками хауса и фула. Стандартной формы у языка дено нет. По вероисповеданию представители дено являются приверженцами традиционных верований, есть также мусульмане и христиане.